# 乌戈·卡雷拉
乌戈·卡雷拉（Hugo Carreira，1979年3月10日—），葡萄牙足球运动员，司职后卫，现效力于中超球队青岛中能。